# Hechtel
Hechtel ist ein Ort in der belgischen Provinz Limburg und seit 1977 mit dem benachbarten Eksel Teil der Gemeinde Hechtel-Eksel. Die Gemeinde hat circa 11.500 Einwohner. 
Hechtel liegt auf dem Verkehrsknotenpunkt der Hauptstraße von Hasselt (Belgien) nach dem niederländischen Eindhoven und der Hauptstraße von Maaseik an der Maas nach Leopoldsburg. 
Im Zweiten Weltkrieg gelang es deutschen Besatzungstruppen im September 1944 
in der Schlacht um Hechtel den Verkehrsknotenpunkt zu halten und den alliierten Aufmarsch ins Stocken zu bringen. Bei den Kämpfen wurde der Ort nahezu völlig zerstört. 
Ein Monument im Wald bei Hechtel erinnert daran, dass in den Kriegsjahren 204 Mitglieder des Widerstands in der Ortschaft hingerichtet und im Wald beerdigt wurden.